# جیمی هاگرمن
جیمی هاگرمن (انگلیسی: Jamie Hagerman؛ زادهٔ ۷ مهٔ ۱۹۸۱) بازیکن هاکی روی یخ اهل ایالات متحده آمریکا است.